# Снегири (Псковская область)
Снегири — деревня в Островском районе Псковской области. Входит в состав Островской волости.
Расположена у правого берега реки Великая, в 19 км к юго-востоку от центра города Остров. Севернее находится деревня Свёклино.
| 2001 | 2002 | 2010 | 2013 |
| ---- | ---- | ---- | ---- |
| 3    | →3   | ↘0   | ↗1   |

## История
Деревня до апреля 2015 года входила в состав ныне упразднённой Городищенской волости района.